# 國木田獨步
國木田獨步（日语：／ Kunikida Doppo，1871年8月30日—1908年6月23日），日本小說家與詩人，幼名龟吉，本名哲夫，出生於日本千葉縣。國木田獨步是日本近代著名的小說家和詩人，他的一生雖然十分短暫，但完成了幾十篇短篇小說和大量詩歌、評論、書簡、日記等，對日本近代文學的發展有巨大的貢獻。早期的作品充滿了對大自然的禮讚，他時常透過自然來觀察人生，同時又藉著觀察人生體悟自然，這種寄情於自然的寫作方式一直是國木田獨步作品的基調，讀者總能在文字中感受到他描摹自然的悠然筆觸。
國木田獨步的文風到了後期開始轉向，作品內容多了對庶民生活的關懷，反映社會現實，深具寫實精神。這種對反映社會現實責無旁貸的精神，使他的小說充滿悲天憫人的人道主義色彩，但此時期的創作仍未捨棄對大自然的描寫，他將自然描寫與社會寫實結合，使人在大自然中得到領悟與療癒。
總括而言，大自然與庶民是國木田獨步作品的兩大主題，他用深入山林海岸的詩情眼光，穿梭在庶民巷弄間憐憫低吟，藉自然之眼觀照眾生，引領了明治文學新潮流。

## 生平

### 早年生活
国木田独步出生于千叶县铫子市，1878年，7岁的他就读于岩国锦见小学校。
12岁时，他跟随父亲工作调转到山口县今道小学校就读。
15岁时，他考上了山口中学校，二年后因为国家改革教育制度而被迫退学，转入法律学校。
16岁时考入早稻田大学前身东京专门学校英语科，在校期间因为发动改革英语政治科而退学。

### 记者生涯
1892年，他在东京都加入德富苏峰的民友社开始了自己的记者生涯。
1895年，他辞去记者职务，加入《国民之友》编辑部，在编辑部认识了自己的妻子佐佐城信子，次年离婚。

### 编辑生涯
在他离婚之后，他了东京都拜访内村鉴三请求资助其赴美国留学，却没有成功。 在东京都结识榎本治子并结婚。 为了生活加入了《报知新闻》编辑部，因工薪太低而转入《民声新报》。1901年，他和主编星亨力图竞选议员，结果星亨被杀而作罢。

### 去世
1908年6月，川上眉山切颈动脉自杀。 随后，国木田独步也因病逝世。

## 宗教信仰
1891年，他加入了基督教。

## 作品

### 日文作品
- 愛弟通信（1894年10月21日 - 95年3月12日、「国民新聞」）
- 源叔父（1897年8月、「文芸倶楽部」）
- 武蔵野（1898年1月 - 2月、「国民之友」）※発表時は「今の武蔵野」
- 忘れえぬ人々（1898年4月、「国民之友」）
- 死（1898年6月、「国民之友」）
- 二少女（1898年7月、「国民之友」）
- 河霧（1898年8月、「国民之友）
- 鹿狩（1898年8月、「家庭雑誌」）
- 遺言（1900年8月、「太平洋」）
- 郊外（1900年10月、「太陽」）
- 初恋（1900年10月、「太平洋」）
- 置土産（1900年12月、「太陽」）
- 小春（1900年年12月、「中学世界」）
- 初孫（1900年12月、「太平洋」）
- 帰去来（1901年5月、「新小説」）
- 牛肉と馬鈴薯（1901年11月、「小天地」）
- 巡査（1902年2月、「小柴舟」）
- 湯ヶ島より（1902年6月、「山比古」）
- 非凡人（1902年6月、「太平洋」）
- 富岡先生（1902年7月、「教育界」）
- 少年の悲哀（1902年7月、「小天地」）
- 鎌倉夫人（1902年10 - 11月、「太平洋」）
- 酒中日記（日语：酒中日記）（1902年11月、「文芸界」）
- 運命論者（1903年3月、「山比古」）
- 正直者（1903年10月、「新著文芸」）
- 女難（1903年12月、「文芸界」）
- 春の鳥（1904年、「女学世界」）
- 渚（1907年12月、「文章世界」）
- 竹の木戸（1908年1月、「中央公論」）
- 二老人（1908年1月、「文章世界」）

### 汉语译作
- 《独步吟》
- 《武藏野》
- 《猎鹿》
- 《牛肉和马铃薯》
- 《富冈先生》
- 《酒中日记》
- 《巡查》
- 《女难》
- 《老实人》
- 《穷死》
- 《波浪之声》
- 《号外》
- 《竹栅栏门》
- 《两个老人》
- 《畫的悲哀》

## 文学风格
国木田独步一生的创作分为三大时期：明治30年前后到明治34年主要是浪漫主义作品；明治34年到明治40年主要是浪漫主义转现实主义作品；此后都是现实主义作品。 早期浪漫主义作品富有诗情画意，柔婉和美，后期现实主义作品揭露了社会生活中的种种黑暗和矛盾。

## 评价
芥川龙之介：“国木田独步有着敏锐的头脑，同时，他又有着柔软的心脏。不幸的是此两者在国木田独步身上失去了调和。所以，他是个悲剧性的人物。因为有敏锐的头脑，他不能不看地，而又因有柔和的心脏，他无法不看天。自然主义作家们都在努力向前迈步，然而，唯有国木田独步却时而飞上天空。”

### 日本链接
- 国木田独歩 | 近代日本人の肖像（页面存档备份，存于）
- 国木田 独歩：作家別作品リスト（页面存档备份，存于）（青空文庫）
- 国木田独歩のお墓